# Niviventer lepturus
Niviventer lepturus is een knaagdier uit het geslacht Niviventer dat voorkomt op het Indonesische eiland Java. Het dier bewoont de bergregenwouden van het westen en midden van het eiland. Dit dier, oorspronkelijk beschreven als een aparte soort, werd later beschouwd als een ondersoort van N. rapit, en nog later weer als een aparte soort. Volgens morfometrische gegevens is hij verwant aan N. culturatus uit Taiwan, N. brahma uit Myanmar en N. andersoni en N. excelsior.